# Comuna Orodel, Dolj
Orodel este o comună în județul Dolj, Oltenia, România, formată din satele Bechet, Călugărei, Cornu, Orodel (reședința) și Teiu.

## Istoric
Comuna Orodel, după ultima împarțire administrativă din anul 1968, este alcătuită din cinci sate: Bechet, Călugărei, Cornu, Orodel, Teiu, sate care și-au păstrat, în decursul timpului, vechile denumiri, dar care și-au schimbat apartenența și alcătuirea administrativă de la un recensământ la altul. Astfel, recensământul din 1899, satele actualei comune Orodel aparțineau toate județului Dolj, plasa Câmpul (resedință în localitatea Plenița), dar alcătuiau trei comune: comuna Călugărei de care aparținea satul Bechet, comuna Cornu de care aparținea satul Teiu și comuna Orodel. Această structură administrativă s-a păstrat pâna în anul 1968, când comunele Calugărei și Cornu au fost desființate, fiind înglobate în comuna Orodel. Unirea celor cinci sate într-o singură comună a fost dictată de profilul lor economic identic, de evoluția demografică și de distanța mică care le desparte.
În prezent, teritoriul comunei Orodel se întinde pe o suprafață de 83,72 km pătrați, având o formă aproape hexagonală. Are următorii vecini: la nord – Comuna Carpen, la sud – Comuna Caraula, la vest – Comuna Verbița și Comuna Plenița, iar la est – Comuna Vârtop și Comuna Vela. Comuna Orodel este așezată în Câmpia Înaltă a Bălăciței, la limita sudică a Podișului Getic.
Firul istoric al populării acestor ținuturi se pierde în negura vremurilor. Descoperirile arheologice ne pun la îndemână o mare varietate de dovezi materiale care atestă prezența timpurie a omului pe aceste meleaguri.
Denumirea satului Orodel vine, după cum spun bătrânii, de la expresia «horă de dealuri», întrucât prima vatră era așezată într-o vale circulară ocolită de dealuri și care avea patru ieșiri. Pe această vatră au locuit orodelenii până în anii 1844-1846 când, din cauza ciumei care a bântuit în acele vremuri, au fost nevoiți sa părăsească vechea vatră cunoscută sub numele de Valea Orodelului și să se mute la o depărtare de 3 km spre nord-vest, pe locul actualei vetre. Împreună cu locuitorii veniți din Valea Orodelului s-au așezat și locuitorii satului (cătunului) Ulmuleț, formând o singură așezare.
Denumirea satului Călugărei vine de la apelativul «călugărei». Pentru că aici erau foarte multe păduri de tei, calugării de la mănăstirea Tismana își aduceau stupii vara. Întrucât îngrijirea acestora și extracția mierii necesitau un anume efort fizic, călugării trimiși erau, de obicei, călugări tineri (calugărei). Un alt sat component al al comunei Orodel este satul Cornu, despre care se spune că datează de pe vremea domnitorului Mircea cel Bătrân. În partea de sud, pe versantul stâng al Văii Baboiașului, exista o fântână numită Fântâna Mircii. Într-una din campaniile sale, Mircea cel Bătrân și-a stabilit tabăra în aceste locuri și, pentru a se aproviziona cu apă, soldații au săpat o fântână.
La nord de satul Cornu se găsește satul Teiu. Acesta este format din locuitorii veniți din localitățile Călugărei, Cornu, Gubaucea și Orodel să muncească pe moșia boierului Gabroveanu. Numele satului vine de la apelativul tei.
La răsărit de satul Călugărei, se găsește cătunul Bechet.
În prezent, comuna Orodel din județul Dolj are o populație de cca 5000 de locuitori. Îndeletnicirea de bază o constituie agricultura (creșterea animalelor si cultivarea plantelor).
Prima școală de pe teritoriul comunei Orodel a fost înființată în anul 1874, în satul Cornu. În 1880, ia ființă o școală și in satul Orodel. În celelalte trei sate componente ale comunei Orodel localuri proprii de școală au fost construite mult mai târziu, abia după anul 1900. La Călugărei, primul local de școală a fost zidit în anul 1924, iar în satul Teiu, în anul 1932. În cătunul Bechet, școala a fost construită în anul 1952. Aceasta însă nu înseamnă că în aceste localități, tainele învățăturii au rămas necunoscute până la datele amintite, deoarece chiar și în satele Cornu și Orodel, învățământul a fost prezent înaintea construirii localurilor de școală. El s-a desfășurat sub îndrumarea preoților și a dascălilor, fie într-o cămăruță din incinta bisericii, cum a fost cazul satelor Cornu și Orodel, fie într-o casă particulară a unui locuitor mai înstărit (satul Călugărei).

## Demografie
Componența etnică a comunei Orodel
     Români (92,92%)
     Alte etnii (0%)
     Necunoscută (7,08%)
Componența confesională a comunei Orodel
     Ortodocși (92,04%)
     Alte religii (0,65%)
     Necunoscută (7,31%)
Conform recensământului efectuat în 2021, populația comunei Orodel se ridică la 2.147 de locuitori, în scădere față de recensământul anterior din 2011, când fuseseră înregistrați 2.731 de locuitori. Majoritatea locuitorilor sunt români (92,92%), iar pentru 7,08% nu se cunoaște apartenența etnică. Din punct de vedere confesional, majoritatea locuitorilor sunt ortodocși (92,04%), iar pentru 7,31% nu se cunoaște apartenența confesională.

## Politică și administrație
Comuna Orodel este administrată de un primar și un consiliu local compus din 11 consilieri. Primarul, Jane Vâlcomeanu[*], de la Partidul Social Democrat, este în funcție din 2004. Începând cu alegerile locale din 2024, consiliul local are următoarea componență pe partide politice:
|  | Partid                          | Consilieri | Componența Consiliului | Componența Consiliului | Componența Consiliului | Componența Consiliului |
|  | ------------------------------- | ---------- | ---------------------- | ---------------------- | ---------------------- | ---------------------- |
|  | Alianța pentru Unirea Românilor | 4          |                        |                        |                        |                        |
|  | Partidul Social Democrat        | 4          |                        |                        |                        |                        |
|  | Partidul Național Liberal       | 3          |                        |                        |                        |                        |

## Personalități născute aici
- Ilie G. Murgulescu (1902 - 1991), chimist, membru titular al Academiei Române;
- Victor Pițurcă (n. 1956), jucător și antrenor de fotbal;
- Nuța Olaru (n. 1970), atletă.